# Ozero Yagodnoye
Ozero Yagodnoye är en saltsjö i Kazakstan. Den ligger i den norra delen av landet, 500 km nordväst om huvudstaden Astana. Arean är 4,6 kvadratkilometer.